# Исни им Алгој
Исни им Алгој (њем. Isny im Allgäu) град је у њемачкој савезној држави Баден-Виртемберг. Једно је од 39 општинских средишта округа Равенсбург. Према процјени из 2010. у граду је живјело 14.493 становника. Посједује регионалну шифру (AGS) 8436049.

## Географски и демографски подаци
Исни им Алгој се налази у савезној држави Баден-Виртемберг у округу Равенсбург. Град се налази на надморској висини од 704 метра. Површина општине износи 85,4 km². У самом граду је, према процјени из 2010. године, живјело 14.493 становника. Просјечна густина становништва износи 170 становника/km².